# JEANNE D'ARC
『JEANNE D'ARC』（ジャンヌ・ダルク）は、ソニー・コンピュータエンタテインメントから発売されているPlayStation Portable専用シミュレーションRPGである。実開発はレベルファイブが担当。
ジャンヌ・ダルクを主人公とし、史実にファンタジー要素を多分に含めたストーリーが展開されるフィクション作品となっている。
PSPの特定のバージョンのファームウェアにおいて不具合が発生したため、本作のためのファームウェア更新が行われている。

## ストーリー
かつて、死神戦争と呼ばれる人間と魔王の戦いがあった。魔王率いる死神たちの前に人間たちは苦戦を強いられていたが、人間たちの先頭には選ばれし5人の勇者が存在していた。勇者たちは魔王と死神を封じるための5つの腕輪を作り、その力で魔王と死神たちを宝珠の中に封じ込めた。
時を経た15世紀初頭、百年戦争の最中。かつての勇者の一人であるイギリスの摂政ベッドフォードは魔王の力を利用して戦争に勝利しようと画策。魔王ギルヴァロスの封印を解き、ヘンリー6世に憑依させた。
第1章
同じ頃、フランス・ドンレミ村に住む少女ジャンヌは偶然に腕輪（剣聖の腕輪）を手に入れる。ジャンヌは腕輪の力により村の近くに現れたイギリス軍の魔物を撃退するが、村はイギリス軍によって焼き払われてしまう。ジャンヌは腕輪の力を使ってイギリス軍を打倒することを決意、同じく生き残りであるリアン・ロジェとともにフランス軍入隊を志す。
ヴォークリュールの守備隊長・ロベールには入隊を断られるが、ロレーヌ公によってシノンにいる王太子シャルルの下へ赴くよう依頼される。シャルルをはじめは貴族たちはジャンヌを笑い物にしようとするがジャンヌは逆に自らの力を王太子に認めさせることに成功。シャルルはジャンヌを天の使い、自らを天に選ばれた者と確信し、即位のためランスを目指すことを決意。ジャンヌをオルレアン攻略のための救援部隊のリーダーに任命した。ヴォークリュールからロレーヌ公のいるナンシーへ向かう途中にジル・ド・レという名の騎士と出会う。ジル・ド・レは腕輪（鬼神の腕輪）の所有者であり、ランスへ向かう途中でジャンヌの仲間に加わった。
第2章
ジャンヌはオルレアンの奪回に成功、さらに周囲のイギリス軍の拠点を次々に陥落させ、オルレアンを解放することに成功する。はじめはジャンヌに対し冷淡であった貴族たちも、次第に戦果を積み重ねるジャンヌに従うようになる。しかしイギリス軍の将軍タルボットは、フランスを救うことを目標に掲げるジャンヌを嘲笑うのであった。
第3章
シャルルを即位させるため、ランスを目指し進軍するジャンヌ。しかしトロワでは反王太子派（ブルゴーニュ派）の存在を認識し、さらに賢者の腕輪の所持者・リシャールによってこの戦争が貴族による権力争いに過ぎないと告げられ、愕然とする。トロワと同じくブルゴーニュ派の町であるシャロンでは獣人三人衆の一人スリンカーの計略にはまり、町長を殺害。怒りに燃える町民と戦闘が繰り広げられる中、リアンを庇おうとして崖から転落し行方不明となる。転落直前に剣聖の腕輪はリアンの腕へ移動した。
第4章
リシャールはジャンヌが生死不明となったことを隠すため、リアンをジャンヌに仕立て上げた。リアンは代役を見事にこなし、ランスを攻略。これによりシャルルの戴冠式がランス大聖堂で執り行われた。しかし戦果に気をよくしたリアンは自らの力を過信するようになり、国王の側近ジョルジュの挑発に乗る形で寡兵をもってパリを攻めるが失敗。しかもシャルルに対し強引な自己正当化と責任転嫁を行い、ロワールへの転戦を命じられた。ロワールでわずかな戦果を挙げるとリアンはパリでの敗北を忘れたかのような浮かれた態度を見せる。ロジェはリアンに愛想を尽かし部隊を離脱する。傷心のリアンはクレーロワを防衛する戦いに赴くが傭兵の裏切りに遭い、敵に捕らわれてしまう。
第5章
ロジェはリアンの救出を試みるも失敗する。その頃、ジャンヌは辺境の地クラウン・ド・レインに流されていた。当地でジャンヌは神王の腕輪の所持者・ルーサーと出会い、その力とともに神王の腕輪を受け継ぐ。仲間たちとの再会を果たしたジャンヌはリアンが捕らわれた事を知りルーアンに駆けつけるが、すでにリアンは“魔女ジャンヌ”として火刑に処せられた後であった。側にはロジェがおり、怪物に変身した後で姿を消した。
リアンが所持していた剣聖の腕輪は、初めて手に入れた際に出会ったカエル・ガマールが継承。同時にガマールは会話ができるようになり、魔王キルヴァロスの封印が解かれヘンリー6世にとり憑いたこと、先にロジェが変身した怪物はロジェは死神で、他にもフランスの上流階級の人間に憑依した死神が複数いることを告げた。

## 世界観

### 主要な地名
ドンレミ村
フランス東北部に位置する農村。ジャンヌたちの故郷。
シノン
フランス西部の都市で、軍事的に重要なシノン城がある。王位継承権を剥奪されたシャルル王太子の居城でもある。
オルレアン
フランス中央部に位置する都市。ロワール川流域における軍事的要所であり、街への唯一の橋がある南岸にはトゥーレル要塞が設けられている。イギリス軍により占領されている。
ランス
フランス北東部の都市で、フランス王の戴冠式が行われるランス大聖堂が存在する。
パリ
フランス北部に位置する、フランスの首都。ブルゴーニュ派により占領されている。街にはスラム街があり、獣人族が多く暮らしている。

### 種族
人間族
死神戦争では最前線で戦い、戦後の世を統治している種族。腕輪を用いて戦った5人の英雄『腕輪の勇者』は全てがこの種族である。
獣人族
人と獣の中間に位置する種族。死神戦争では人間族とともに魔王軍に立ち向かったが、戦後は冷遇・弾圧され、居住域はパリのスラム街など限られた地域のみとなっている。貧しい生活を強いられており若者の中には傭兵となるものも多いが、獣人であることを理由に冷遇されてしまい実力があっても軍の要職に抜擢されることは稀である。その境遇ゆえに人間族に反感を持つものも少なくはなく、一部はその感情を魔王に利用され、イギリス軍に加担してしまっている。なお、獣人族の長老は数少ない死神戦争の生き証人である。
エルフ族
自然の力を引き出す力を持つ種族で、ランス郊外のアルロンの森に隠れ住む。積極的に他種族と関わろうとはせず、また関わりを持たないことが種族の掟でもある。掟を犯したものは集落を追われることとなる。腕輪や宝球の誕生に関わった種族であり、イギリス軍の死神研究への協力を強要された過去がある。
ドワーフ族
高い技術力を持つ種族で、ヌーシャトー近くのグライゴン坑道に集落を構える。エルフと同様に腕輪や宝球の誕生に関わった種族であり、イギリス軍の死神研究への協力を強要された過去がある。

## システム
戦闘は一般的なシミュレーションRPGと同様で、プレイヤーフェイズとエネミーフェイズを繰り返して進行する。勝利・敗北条件のほかに、各ステージごとに最大ターン数が定められており、そのターンの終了までにクリア条件を満たせなければ即時ゲームオーバーとなる。
そのほか、戦闘についての特異なシステムを以下に挙げる。

### バーニングサイト
近接武器で敵を攻撃すると、自分とは反対側に火花が散ってリング（バーニングサイト）が発生する。バーニングサイトに入って攻撃することで、攻撃力がアップする。
対象のマスにユニットが存在しない場合は、マス自体にバーニングサイトが発生する。ユニットが存在する場合は、ユニットがバーニングサイトを纏った状態となり、バーニングサイトを伴って移動することが可能である。
バーニングサイトを利用して攻撃すると、さらに効果の高いバーニングサイトが発生し、これを繰り返すほど効果は増大していく。

### コネクションガード
攻撃を受けるユニットの周囲8マスに味方ユニットがいると、コネクションガードが発生し防御力がアップする。周囲にいるユニットの8マス以内に味方ユニットがいると、さらに防御力がアップし、コネクションされているユニットの数に応じて効果は増大していく。

### 腕輪と宝珠
死神戦争において、5人の勇者が魔王を封じるために用いたもの。ジャンヌやジルをはじめとする腕輪の所有者は、宝珠の力で変身することが可能であり、変身することで大きく戦闘力が上昇する。神王の腕輪には5つ、他の腕輪には3つの窪みがあり、窪みの数だけの宝珠をはめ込むことが可能。
変身するためには、ターン経過によってSP（ソウルパワー）を蓄積する必要がある。各宝珠ごとに変身に必要なSPは異なり、また宝珠ごとに変身時のステータス上昇値や専用スキルも異なる。また、変身中は敵を倒すことで続けて行動できる「神獣」の効果も得る。なお、変身は宝珠1つにつき戦闘中1回のみ可能で、1〜3ターンしか継続しない。

### スキルストーン
各ユニットは、装備品の他にスキルストーンを装備することができる。スキルストーンは大きく分けて、
- 赤色 - 武器ごとの必殺技を得る
- 紫色 - 武器ごとの特殊技能を得る
- 緑色 - 魔法が使用可能となる
- 水色 - ステータスアップなど

の4系統が存在する。装備できるスキルストーンは初期が3個で、レベル上昇に伴って6個まで増加する。
ストーリーが進むと、スキルストーン同士を掛け合わせて新たなスキルストーンを生み出すことが可能となる。

### 精霊属性
太陽、月、星の3つの属性が存在し、
- 太陽 - 星に強く、月に弱い
- 月 - 太陽に強く、星に弱い
- 星 - 月に強く、太陽に弱い

という3すくみの関係になっている。
属性はスキルストーン「〜の精霊+n」（〜は属性、nは自然数）を装備することで発生し、各ユニットごとに1つのスキルストーンしか装備できない。属性は「n」の値によって、前述の強弱関係が強調される。

## 登場人物

### 主要人物
ジャンヌ・ダルク
声：坂本真綾
武器：剣
本作の主人公。ドンレミ村の羊飼いジャック（声：津田英三）の1人娘。17歳。行き倒れた騎士（ユーグ）から腕輪（剣聖の腕輪）を継承し、神の声を聞く「聖女」と呼ばれるようになる。紆余曲折を経て王太子軍の中核戦力となり、オルレアン解放に尽力。しかし、シャロン郊外で住民と小競り合いの最中怪我を負い谷底に落下、腕輪を失うとともに辺境の地クラウン・ド・レインに流される。クラウン・ド・レインではルーサーと出会い、力を受け継ぐとともに新たな腕輪（神王の腕輪）を受け継ぐ。仲間たちとの再会を果たしたジャンヌは、リアンが捕らわれた事を知りルーアンに駆けつけるが、すでに“魔女ジャンヌ”は処刑された後であった。
リアン
声：能登麻美子
武器：剣
ジャンヌの幼馴染の少女。16歳。お菓子作りが趣味である。温和で弱気な性格であったが、ジャンヌの所有する腕輪（剣聖の腕輪）を受け継ぎ、行方不明となったジャンヌの代役を務めたことで自惚れと油断が生じ、“魔女ジャンヌ”としてクレーロワでブルゴーニュ派に捕らわれ、ルーアンで魔女裁判が行われ処刑されてしまう（要するにこの物語では魔女裁判で処刑されたジャンヌは偽物である事にされている）。
ロジェ / アルド
声：石田彰
武器：剣
元傭兵の青年。22歳。2年ほど前からドンレミ村に住んでいるが、それ以前の記憶を失っている。ジャンヌを守るために、ジャンヌともにフランス軍へと志願する。ジャンヌが行方不明になって後も従軍していたが、新たな“聖女”を演じて変わってしまったリアンに嫌気がさし、失った記憶の場所を探すためにも一時フランス軍を離れる。ブルゴーニュ派にリアンが捕らわれたことを知ると、単独で救い出すために行動するが最終的に処刑されてしまう。
本名は「アルド」。傭兵派遣施設『ソルダット』に所属していた傭兵で、イギリス軍が施設で行った死神と魂を融合する研究の実験体となり、無数の失敗の上で完成した唯一の成功体。ただし、本来想定していない「人間らしい感情」が残っており、研究者サイドからは失敗作とされている。後に施設を脱走し、記憶を失ってドンレミ村に辿り着いた。記憶の断片を思い出すことがあるが、そのたびに激しい頭痛に襲われていた。リアンの処刑を目の当たりにしたこと、“魔女ジャンヌ”が処刑された後に現れたジャンヌに対する怒りから死神が覚醒してしまう。その後はどの勢力にも加担しない暗黒騎士として、リアンの仇であるジャンヌを追撃することになる。
ジル・ド・レ
声：平田広明
武器：槍
フランス軍の騎士。ブルターニュ出身。27歳。ジャンヌを補佐する優秀な騎士で、ジャンヌと同じく腕輪（鬼神の腕輪）を有する。ジャンヌが行方不明になって後もフランス軍に属していたが、シャルルの戴冠式を機にジャンヌ捜索のためにフランス軍を除隊しており、腕輪に導かれてクラウン・ド・レインでジャンヌと再会する。
ラ・イール
声：斎藤志郎
武器：斧
ライオンに似た獣人で、勇猛果敢な傭兵。パリのスラム街の獣人の集落出身。40歳。豪快な性格で、圧倒的な腕力を誇る。獣人であることを理由に傭兵としては冷遇されていたが、良い仲間と出会えた運の強さと、自らの力で信望を勝ち取った猛者である。

### ジャンヌ軍配下
ジャン
武器：槍
ロベールに仕える準騎士。軽い性格で女性に対しては紳士的。実力は高く、忠誠心も高い。
ベルトラン
武器：剣
ロベールに仕える準騎士。主命に忠実で寡黙な性格。無口ではないが口下手である。
コレ
武器：ナイフ
シノンへの護衛として参戦する、ベテランの工作兵。いい加減な言動も多いが実力はあり、能力を認めた相手に対する忠誠心は高い。
マルセル
武器：弓
コレと共に参戦する、周囲を和ませる雰囲気を持つ少年兵。ジャンヌを「お姉ちゃん」、コレを「コレットさん」など独特の呼び方をする。
ルーファス
武器：斧
ラ・イールとともに参戦する、気弱で犬に似た獣人戦士。聖女ジャンヌに対し、強い憧れを抱いている。
ベアトリス
武器：弓
エルフの戦士。エルフの集落があるアルロンの森の出身。バルテミリーを追って登場し、バルテミリーとともにジャンヌに協力を申し出る。
バルテルミー
武器：斧
黒豹に似た獣人戦士。獣人の冷遇するフランス軍を嫌ってイギリス軍に加担するが、ジャンヌらに敗れ、ベアトリスに諭されたことでジャンヌ軍に協力することとなる。
リシャール
声：藤原啓治
武器：杖
旅の修道士で、かつてフランス軍の軍師を務めた人物。腕輪（賢者の腕輪）の所有者。王太子軍に合流した後はジャンヌの参謀を務めている。
キャリー・ド・ルーン
武器：杖
天才と名高い魔導士。彼女の住むサン・ピエール・ムーティエの特異な景観は、彼女のデザインによる。
ローズ
武器：鞭
「薔薇戦士」の通り名を持つ女盗賊。義賊である。ラ・シャリテを根城にする反乱勢力の持つ宝を狙っている。コレと同様に工作兵でもある。
ガマール
武器：剣
魔王により身体を支配されたヘンリー6世の魂が封じられたカエル。封じられた直後はルーサーともにクラウン・ド・レインに送られており、腕輪に導かれて辿り着いたユーグともに旅に出る。ジャンヌとは腕輪（剣聖の腕輪）を継承したときより行動をともにしている。当初は話すことができなかったが、リアンが処刑されたことで腕輪を受継ぎ、話せるようになると同時に戦闘にも参加するようになる。2つのスキルストーンを飲み込み、1つの新たなスキルストーンを生み出すという特殊な能力を持っている。

### 主要人物の関係者
シャルル7世
声：藤本隆行
シャルル6世の息子だが、王位継承権を剥奪され、シノンに篭ってしまっている。ジャンヌの神の声のお告げを聞き、後にランス大聖堂で戴冠式を行い正式にフランス国王となる。側近のジョルジュを信頼しきっており、言いなりになってしまっている節もある。
ジョルジュ
シャルルの側近。死神ブウモンが憑いており、イギリス軍が有利になるような判断も多く見られる。ヴォルドー神殿でジャンヌ軍と対峙し、死神の姿で戦い敗北、自身も死亡した。
ロベール
ヴォークリュールの守備隊長。志願兵としてやってきたジャンヌを女性であることを理由に追い返すが、ヌーシャトーへと向かうジャンヌらの援軍としてジャンとベルトランを差し向けた。フリーマップ「コロッセアム」の司会も務める。
リッシュモン
シャルルに仕えるフランス軍の将軍。ジル・ド・レとは旧知の仲。ジョルジュとは馬が合わず、後にジョルジュの進言により更迭され地方へ転属されている。地方へ送られてなおフランスのために行動し、“魔女ジャンヌ”が処刑された後にジャンヌ軍を再編し、シャルル7世を支え続けた。

### イギリス軍
ヘンリー6世
声：こおろぎさとみ
イングランド王、6歳。ベッドフォードが封印を解いた魔王ギルヴァロスに憑かれており、実質的に身体は魔王により支配されており、本当のヘンリー6世の魂はカエルに封じられ、“ガマール”としてジャンヌ軍に帯同している。
ベッドフォード
声：石森達幸
ヘンリー6世に代わって国政を執り行う摂政。死神戦争で活躍した腕輪の勇者の1人であり、覇王の腕輪を有する。ヘンリー6世によるイギリス・フランス統治のために、魔王の封印を解いてしまうが、それが死神の暗躍を招いてしまった。最期はジャンヌに敗れ、彼女にヘンリー6世のことを託してこの世を去る。その際、覇王の腕輪はロジェに受け継がれた。
タルボット
武器：剣
無数の魔物を率いるイギリス軍の将軍。腕輪を持つジャンヌを執拗に付け狙い、幾度となく戦闘を繰り広げた。オルレアン攻防戦最終局面のトゥーレル城塞で敗れ去った後、自ら死を選んだかのように見せかけたが、生き延びたものの将軍の任を解かれた。それでもなおパテーで単身フランス軍の前に立ちふさがったが、代わって派遣された獣人三人衆により排除された。
グラスデール
武器：槍
オルレアンを守護する、イギリス軍の将軍。魔物を嫌い、魔物を率いるタルボットに対する印象は芳しくない。オルレアン攻防戦においても終始魔物との共闘を拒み、トゥーレル城塞で命を落とした。
獣人三人衆
タルボットに代わってフランス軍討伐に派兵された肉体強化を受けた獣人戦士三人衆。3人ともラ・イールとパリのスラム街出身であり、ラ・イールとは幼いころから面識がある。
ブレイズ
武器：斧
虎に似た男性の獣人戦士。3人の中ではリーダー格で、戦闘スタイルに似合わぬ冷静な判断力を持つ。
モーラ
武器：爪
豹に似た女性の獣人戦士。3人の中では最もジャンヌに対する敵対心が強い。
スリンカー
武器：杖
狐に似た男性の獣人戦士。計略に秀でており、トロワとシャロンでブルゴーニュ派住民を扇動してジャンヌ軍と交戦。その後、ブレイズとモーラと共にジャンヌを追ってクラウン・ド・レインを訪れる。

### その他の人物
ギルヴァロス
死神戦争で腕輪の勇者により封じられた魔王。ベッドフォードにより封印が解かれ、ヘンリー6世の体を支配しながら死神の魂を吸収して力を蓄えている。配下の死神との連絡には黒カラスを用いる。
ルーサー
声：有川博
ジャンヌに呼びかけていた神の声の正体で、元はヘンリー6世に仕えたイギリスの将軍。死神戦争で活躍した腕輪の勇者の1人である。魔王の封印を解く儀式を行っていたベッドフォードに敗れ、現在では辺境の地クラウン・ド・レインに存在する木に封じられている。腕輪（剣聖の腕輪）を失ったジャンヌに、自らの力と腕輪（神王の腕輪）を授けた。授けた後は天の声が聞こえることはなくなってしまった。
ユーグ
腕輪（剣聖の腕輪）を受け継ぐ家系に生まれた騎士。腕輪に導かれクラウン・ド・レインでルーサーとガマールに出会い、ガマールとともにイギリス軍に対抗するための旅の途中でイギリス軍の魔物に襲われ、ドンレミ村の外れの教会近くで息絶えた。
イザボー
前王シャルル6世の妃。シャルル王太子の母であると同時にヘンリー6世の祖母でもあり、フランスを破綻させた魔女と呼ばれる。死神セルヴォーに憑かれており、ジャンヌらとランス大聖堂で対峙、敗北の後にヘンリー6世により殺されている。
フィリップ
ブルゴーニュ公。死神エストマに憑かれており、また前王妃のイザボーの言いなりとなっており、シャルル王太子に対して反乱を起こしていた。自らの館で停戦協定を持ちかけたジャンヌらと対峙、死神の姿で戦うも敗北した。